# Mixed-ish
Mixed-ish (estilizado como mixed • ish) é uma sitcom americana criada por Kenya Barris, Peter Saji e Tracee Ellis Ross, que estreou em 24 de setembro de 2019 na ABC, transmitida às terça-feiras na programação noturna da emissora. A série é uma derivação do seriado Black-ish, sendo a segunda série a ser desmembrada da série principal, sendo a primeira Grown-ish . Em outubro de 2019, a ABC emitiu uma ordem de produção de uma temporada completa de 23 episódios para a série. Em maio de 2020, a série foi renovada para uma segunda temporada, que estreou em 23 de janeiro de 2021. Em Maio de  2021 a série foi cancelada após duas temporadas.

## Premissa
Vagamente baseada no início da vida da Dra. Rania Barris a série narra os anos da infância de Rainbow Johnson, relatando sua experiência de crescer em uma família de raça mista na década de 80. A família enfrenta dilemas sobre como assimilar ou permanecer fiel a si mesma após  os pais de Rainbow saírem de uma comunidade hippie para os subúrbios em 1985.

## Elenco

### Principais
- Arica Himmel como Rainbow Sojourner[8] "Bow" Johnson, uma pré-adolescente de 12 anos que está se recuperando e abraçando sua herança biracial.[9]
  - Tracee Ellis Ross como Rainbow Johnson adulta (narração), que detalha seus antecedentes e eventos reais da vida real em cada episódio.
- Tika Sumpter como Alicia Johnson, mãe de Bow, que trabalha duro como advogada no consultório de seu sogro.
- Mark-Paul Gosselaar como Paul Johnson, pai de Bow. Paul é um pai branco, que fica em casa resolvendo as questões familiares.
- Gary Cole como Harrison Jackson III, avô paterno de Bow; O pai de Paul.
- Christina Anthony como Denise, tia materna de Bow; Irmã da Alicia. Uma mulher muito amorosa do Tennessee que não tem medo de expressar sua herança afro-americana (já que sua ideia de cultura é "influenciada" por séries de televisão e Eddie Murphy), embora ela tenda a ser estereotipada em relação à cultura biracial da família.
- Mykal-Michelle Harris como Santamonica Johnson, irmã mais nova de Rainbow, que possui uma atitude atrevida.
  - Rashida Jones como a atriz que interpreta Santamonica Johnson adulta (em cenas do futuro)
- Ethan William Childress como Johan Johnson, irmão de Rainbow, que adora uma cultura de rua e está em busca de novos grupos para ingressar.
  - Daveed Diggs como o futuro Johan Johnson (em cenas do futuro)

### Recorrentes
- Paulet Del Castillo como Michaela
- Caitlin Kimball como Collins
- Trinitee Stokes como Tamika
- Isabel Myers como Rebecca
- Luca Luhan como Bryce

### Convidados
- Anthony Anderson como André "Dre" Johnson, marido de Bow ("Becoming Bow", "Doutor! Médico!" )
- Marcus Scribner como Andre "Junior" Johnson, filho de Bow ("Becoming Bow")
- Miles Brown como Jack Johnson ("Becoming Bow")
- Marsai Martin como Diane Johnson ("Becoming Bow")
- Blake Anderson como Shaman Dave ("Becoming Bow")
- Dallas Young como Rodney ("Deixe o cabelo cair")
- Leiloni Arrie Pharms como Young Denise ("O amor é um campo de batalha")
- Daria Johns como Shanice ("It's Tricky")
- Carolyne Maraghi como Wendy Whiteman ("Ciência estranha")
- Wayne Brady como Geoffrey, um geólogo e namorado de Denise ("Every Little Step")

| No. na série | No. | Título                          | Dirigido por      | Escrito por                                | Exibição                | Audiência (milhões) Predefinição:Lista de episodio/sublista |
| ------------ | --- | ------------------------------- | ----------------- | ------------------------------------------ | ----------------------- | ----------------------------------------------------------- |
| 2            | 2   | "The Warrior"                   | Anton Cropper     | Peter Saji                                 | 1 de outubro de 2019    | 3.51                                                        |
| 3            | 3   | "Let Your Hair Down"            | Michael Spiller   | Karin Gist & Peter Saji                    | 8 de outubro de 2019    | 3.43                                                        |
| 4            | 4   | "Love is a Battlefield"         | Stephanie Laing   | Angela Nissel                              | 15 de outubro de 2019   | 2.73                                                        |
| 5            | 5   | "All She Wants to Do is Dance"  | Matt Sohn         | Jim Brandon & Brian Singleton              | 22 de outubro de 2019   | 3.02                                                        |
| 6            | 6   | "Girls Just Want to Have Fun"   | Oz Rodriguez      | Tim Edwards & Kevin Marburger              | 29 de outubro de 2019   | 3.10                                                        |
| 7            | 7   | "Puttin' on the Ritz"           | Sam Bailey        | Heather Flanders                           | 12 de novembro de 2019  | 2.80                                                        |
| 8            | 8   | "Weird Science"                 | Charles Stone III | Chuck Hayward                              | 19 de novembro de 2019  | 2.62                                                        |
| 9            | 9   | "Papa Don't Preach"             | Todd Biermann     | Angela Nissel                              | 26 de novembro de 2019  | 2.75                                                        |
| 10           | 10  | "Do They Know It's Christmas?"  | Anu Valia         | Rachelle Williams                          | 10 de dezembro de 2019  | 2.96                                                        |
| 11           | 11  | "When Doves Cry"                | Andy DeYoung      | Jim Brandon & Brian Singleton              | 7 de janeiro de 2020    | 4.77                                                        |
| 12           | 12  | "It's Tricky"                   | Maggie Carey      | Heather Flanders                           | 14 de janeiro de 2020   | 3.68                                                        |
| 13           | 13  | "Pride (In the Name of Love)"   | Chris Robinson    | Spencer Taylor                             | 21 de janeiro de 2020   | 2.36                                                        |
| 14           | 14  | "True Colors"                   | Michael Spiller   | Tim Edwards & Kevin Marburger              | 28 de janeiro de 2020   | 2.32                                                        |
| 15           | 15  | "This Charming Man"             | Michael Spiller   | Andrew Ti                                  | 11 de fevereiro de 2020 | 2.35                                                        |
| 16           | 16  | "She Works Hard for the Money"  | Anu Valia         | Chuck Hayward                              | 18 de fevereiro de 2020 | 2.52                                                        |
| 17           | 17  | "Say Hello, Wave Goodbye"       | Natalia Anderson  | Jesse Esparza                              | 25 de fevereiro de 2020 | 2.30                                                        |
| 18           | 18  | "Parents Just Don't Understand" | Melissa Kosar     | Melanie Kirschbaum & Alexandra Decas       | 17 de março de 2020     | 2.86                                                        |
| 19           | 19  | "Doctor! Doctor!"               | Shiri Appleby     | Jim Brandon & Brian Singleton              | 24 de março de 2020     | 2.86                                                        |
| 20           | 20  | "Bad Boys"                      | Matthew A. Cherry | Heather Flanders & Angela Nissel           | 7 de abril de 2020      | 2.84                                                        |
| 21           | 21  | "Nothing's Gonna Stop Us Now"   | Matt Sohn         | Peter Saji                                 | 14 de abril de 2020     | ASD                                                         |
| 22           | 22  | "Every Little Step"             | Pete Chatmon      | Rachelle Williams                          | 28 de abril de 2020     | 2.75                                                        |
| 23           | 23  | "You Got It All"                | Natalia Anderson  | Jesse Esparza & Spencer Taylor & Andrew Ti | 5 de maio de 2020       | 2.63                                                        |

## Desenvolvimento
Em 2 de maio de 2019, foi anunciado que o episódio  de Black-ish, que foi ao ar em 7 de maio de 2019, seria arquivado. O episódio, intitulado "Becoming Bow", apresenta uma versão mais jovem do personagem Rainbow que vive com sua família e, em vez disso, servirá como episódio piloto da nova série, com o elenco parental do programa aparecendo em flashbacks. Em 14 de maio de 2019, foi anunciado que a série estrearia no outono de 2019 e seria transmitida às terças-feiras às 21:00.
Tracee Ellis Ross, que interpreta a versão adulta de Bow em Black-ish, atuará como produtora executiva e narradora da série, com os principais atores Anthony Anderson e Laurence Fishburne também como produtores executivos. Mixed-ish foi a última série  que Barris ajudou a criar antes de assinar seu contrato com a Netflix em agosto de 2018. Barris havia pedido uma quebra do seu contrato com a ABC Studios por causa de episódios controversos de Black-ish no estúdio e de episódios pilotos rejeitados que ele ajudara a montar.
Anders Holm foi originalmente escolhido para interpretar o pai de Bow, Paul Jackson, e desempenhou o papel no episódio piloto da série, mas ele deixou a série antes de ser escolhida pela ABC. Em 19 de junho de 2019, Mark-Paul Gosselaar substituiu Holm no papel de Paul Jackson, e cenas com Holm no episódio "Becoming Bow" que virou piloto foram posteriormente filmadas com Gosselar.
Nas divulgações, a família é chamada "os Johnsons" (o mesmo sobrenome da família de Bow em Black-ish ), embora o sobrenome dos personagens Harrison e Paul seja Jackson, o que implica que a família materna de Bow ainda usa o nome Johnson . Isso foi abordado durante o episódio, "Johnson & Johnson", da segunda temporada de Black-ish no qual Dre descobre que Bow nunca formalmente adotou seu sobrenome após o casamento. Além disso, os episódios listados têm o nome de músicas, programas de televisão e filmes que foram feitos durante os anos 80.
Em 28 de outubro de 2019, a série recebeu uma ordem de temporada completa de 23 episódios.
Em 21 de maio de 2020, a ABC renovou a série para uma segunda temporada.

## Lançamento

### Marketing
Em 14 de maio de 2019, a ABC lançou o primeiro trailer oficial da série.

## Música
Em 5 de agosto de 2019, a cantora Mariah Carey confirmou que gravou a música tema da série, intitulada " In the Mix ". A música foi escrita e produzida por Mariah e pelo produtor e compositor Daniel Moore. A canção alcançou a posição número nove na parada de vendas de músicas digitais da Billboard nos Estados Unidos.
Durante um painel de discussão com Barris e Carey, Barris explicou que quer que Mariah apareça como convidada no programa.

## Recepção

### resposta crítica
No site de críticas Rotten Tomatoes, Mixed-ish possui uma classificação de aprovação de 80% com base em 20 análises, com uma classificação média de 7,08 / 10. O consenso crítico do site diz: "Embora ele precise de mais tempo para estabelecer sua própria voz cômica, a mistura de idéias e seu elenco estrearam de forma doce e inteligente". No Metacritic, ele tem uma pontuação média ponderada de 70 em 100, com base em 9 críticos, indicando "avaliações geralmente favoráveis".

## Episódios
| №  | Título                          | Exibição original  | Rating/share (18–49) | Audiência (em milhões) | DVR (18–49) | Audiência em DVR (milhões) | Total (18–49) | Audiência total (em milhões) |
| -- | ------------------------------- | ------------------ | -------------------- | ---------------------- | ----------- | -------------------------- | ------------- | ---------------------------- |
| 1  | "Becoming Bow"                  | September 24, 2019 | 0.9/4                | 3.91                   | 0.6         | 1.76                       | 1.5           | 5.67                         |
| 2  | "The Warrior"                   | October 1, 2019    | 0.7/4                | 3.51                   | 0.4         | 1.30                       | 1.1           | 4.81                         |
| 3  | "Let Your Hair Down"            | October 8, 2019    | 0.7/3                | 3.43                   | 0.4         | 1.24                       | 1.1           | 4.66                         |
| 4  | "Love is a Battlefield"         | October 15, 2019   | 0.6/3                | 2.73                   | 0.4         | 1.07                       | 1.0           | 3.80                         |
| 5  | "All She Wants to Do is Dance"  | October 22, 2019   | 0.7/3                | 3.02                   | 0.4         | 1.02                       | 1.1           | 4.03                         |
| 6  | "Girls Just Want to Have Fun"   | October 29, 2019   | 0.8/3                | 3.10                   | 0.3         | 0.91                       | 1.1           | 4.01                         |
| 7  | "Puttin' on the Ritz"           | November 12, 2019  | 0.6/3                | 2.80                   | 0.3         | 0.91                       | 0.9           | 3.71                         |
| 8  | "Weird Science"                 | November 19, 2019  | 0.6/3                | 2.62                   | 0.3         | 0.90                       | 0.9           | 3.52                         |
| 9  | "Papa Don't Preach"             | November 26, 2019  | 0.6/3                | 2.75                   | 0.2         | 0.84                       | 0.8           | 3.60                         |
| 10 | "Do They Know It's Christmas?"  | December 10, 2019  | 0.5/3                | 2.96                   | 0.3         | 0.93                       | 0.8           | 3.89                         |
| 11 | "When Doves Cry"                | January 7, 2020    | 1.1/5                | 4.77                   | 0.2         | 0.76                       | 1.3           | 5.54                         |
| 12 | "It's Tricky"                   | January 14, 2020   | 0.7/4                | 3.68                   | 0.2         | 0.78                       | 0.9           | 4.46                         |
| 13 | "Pride (In the Name of Love)"   | January 21, 2020   | 0.5/3                | 2.36                   | 0.2         | 0.79                       | 0.7           | 3.14                         |
| 14 | "True Colors"                   | January 28, 2020   | 0.5/3                | 2.32                   | 0.2         | 0.75                       | 0.7           | 3.07                         |
| 15 | "This Charming Man"             | February 11, 2020  | 0.5                  | 2.35                   | 0.2         | 0.73                       | 0.7           | 3.08                         |
| 16 | "She Works Hard for the Money"  | February 18, 2020  | 0.5                  | 2.52                   | 0.2         | 0.69                       | 0.7           | 3.20                         |
| 17 | "Say Hello, Wave Goodbye"       | February 25, 2020  | 0.5                  | 2.30                   | 0.2         | 0.72                       | 0.7           | 3.02                         |
| 18 | "Parents Just Don't Understand" | March 17, 2020     | 0.6                  | 2.86                   | 0.3         | 0.82                       | 0.9           | 3.68                         |
| 19 | "Doctor! Doctor!"               | March 24, 2020     | 0.6                  | 2.86                   | 0.2         | 0.74                       | 0.8           | 3.60                         |
| 20 | "Bad Boys"                      | April 7, 2020      | 0.6                  | 2.84                   | 0.1         | 0.62                       | 0.7           | 3.44                         |
| 21 | "Nothing's Gonna Stop Us Now"   | April 14, 2020     | 0.5                  | 2.46                   | 0.2         | 0.67                       | 0.7           | 3.14                         |
| 22 | "Every Little Step"             | April 28, 2020     | 0.5                  | 2.75                   | 0.2         | 0.66                       | 0.7           | 3.40                         |
| 23 | "You Got It All"                | May 5, 2020        | 0.5                  | 2.63                   | 0.2         | 0.74                       | 0.7           | 3.38                         |